# 제2기 뮐러 내각
제2기 뮐러 내각은 독일 사회민주당 소속의 헤르만 뮐러를 총리로 1928년 6월 28일부터 1930년 3월 27일까지 바이마르 공화국에서 존속한 내각이다. 사민당과 독일 중앙당, 바이에른 인민당, 독일 인민당, 독일 민주당 등 5개 중도 정당의 정치인들로 구성됐다.

## 내각 구성
처음 내각이 출범했을 때는 독일 사회민주당이 총리를 포함해 4명 배출했으며, 독일 민주당과 독일 인민당이 각각 2명, 독일 중앙당과 바이에른 인민당이 각각 1명 배출했다. 다만 중앙당 소속의 테오도어 폰 게라르트는 교통장관과 점령지역장관을 겸직했다. 무소속은 국방장관 빌헬름 그뢰너 1명이었다. 이후로도 내각 개편이 이어졌는데, 특히 첫 내각 구성 때 의원 수에 비해 장관을 많이 배출하지 못한 중앙당이 법무장관 자리를 요구함에 따라 민주당 소속의 에리히 코흐베저가 장관직에서 물러나고 중앙당의 테오도어 폰 게라르트가 차지하게 됐다. 따라서 해산 당시에는 사민당이 4명, 중앙당이 3명, 인민당이 2명, 민주당과 바이에른 인민당이 각각 1명이었다. 

## 내각 명단
| 직책         | 초상 | 초상 | 성명                            | 정당            | 비고                                      |
| ------------ | ---- | ---- | ------------------------------- | --------------- | ----------------------------------------- |
| 총리         |      |      | 헤르만 뮐러 (1876~1931)         | 사민당          |                                           |
| 외무장관     |      |      | 구스타프 슈트레제만 (1878~1929) | 인민당          | 1929년 10월 3일까지                       |
| 외무장관     |      |      | 율리우스 쿠르티우스 (1877~1948) | 인민당          | 1929년 10월 4일부터                       |
| 내무장관     |      |      | 카를 제베링 (1875~1952)         | 사민당          |                                           |
| 재무장관     |      |      | 루돌프 힐퍼딩 (1877~1941)       | 사민당          | 1929년 12월 21일까지                      |
| 재무장관     |      |      | 파울 몰덴하워 (1876~1947)       | 인민당          | 1929년 12월 23일부터                      |
| 경제장관     |      |      | 율리우스 쿠르티우스 (1877~1948) | 인민당          | 1929년 11월 11일까지                      |
| 경제장관     |      |      | 파울 몰덴하워 (1876~1947)       | 인민당          | 1929년 11월 11일부터 1929년 12월 23일까지 |
| 경제장관     |      |      | 로베르트 슈미트                 | 사민당          | 1929년 12월 23일부터                      |
| 노동장관     |      |      | 루돌프 비셀                     | 사민당          |                                           |
| 법무장관     |      |      | 에리히 코흐베저 (1875~1944)     | 민주당          | 1929년 4월 13일까지                       |
| 법무장관     |      |      | 테오도어 폰 게라르트            | 중앙당          | 1929년 4월 13일부터                       |
| 국방장관     |      |      | 빌헬름 그뢰너                   | 무소속          |                                           |
| 스포츠장관   |      |      | 게오르크 제첼                   | 바이에른 인민당 |                                           |
| 교통장관     |      |      | 테오도어 폰 게라르트            | 중앙당          | 1929년 2월 6일까지                        |
| 교통장관     |      |      | 게오르크 제첼                   | 바이에른 인민당 | 1929년 2월 7일부터 1929년 4월 13일까지    |
| 교통장관     |      |      | 아담 슈테거발트                 | 중앙당          | 1929년 4월 13일부터                       |
| 식품농업장관 |      |      | 헤르만 디트리히 (1879~1954)     | 민주당          |                                           |
| 점령지역장관 |      |      | 테오도어 폰 게라르트            | 중앙당          | 1929년 2월 6일까지                        |
| 점령지역장관 |      |      | 요제프 비르트 (1879~1956)       | 중앙당          | 1929년 4월 13일부터                       |